# Eintracht Lüneburg
Eintracht Lüneburg ist ein Sportverein aus dem Lüneburger Stadtteil Häcklingen. Die erste Fußballmannschaft spielte drei Jahre in der höchsten niedersächsischen Amateurliga.

## Geschichte
Die Eintracht geht auf dem am 18. August 1903 gegründeten FC Favorite Lüneburg zurück, der zwei Jahre später mit dem FC Hansa Lüneburg zur SV Eintracht Lüneburg fusionierte.
Im Jahre 1917 erreichte die Eintracht das Endspiel um die Meisterschaft von Nordhannover, welches mit 0:1 gegen Rasensport Harburg verloren wurde. Zehn Jahre später gelang der Aufstieg in die Bezirksliga Nordhannover, ehe die Eintracht 1929 in die erstklassige Oberliga Nordhannover aufgenommen wurde. Mit der Machtübernahme der Nationalsozialisten wurde die Eintracht in die zweitklassige Bezirksklasse eingeteilt. Die Heimspielstätte Hasenburg wurde zwischenzeitlich in Hermann-Göring-Platz umbenannt. Nach einem zwischenzeitlichen Abstieg in die Drittklassigkeit erreichte die Eintracht 1944 die Gauliga Osthannover. Die Spielzeit 1944/45 wurde kriegsbedingt abgebrochen.
Nach dem Krieg wechselte die Eintracht in den Spielbetrieb des Hamburger Fußball-Verbandes und schaffte 1948 ungeschlagen den Aufstieg in die Verbandsliga Elbe. Als 1950 die beiden Verbandsligastaffeln zu einer vereint wurden, mussten die Lüneburger absteigen. Sieben Jahre später wechselte die Eintracht wieder nach Niedersachsen und wurde in die Amateurliga 7 eingeteilt, dessen Meister sie 1962 wurden. In der folgenden Aufstiegsrunde machte die Mannschaft den Aufstieg nach einem 2:1-Sieg über den Goslarer SC 08 perfekt. Erstmals nach dem Zweiten Weltkrieg war die Eintracht die Nummer eins der Stadt.
Im Jahre 1964 qualifizierte sich die Mannschaft aufgrund des besseren Torquotienten gegenüber dem Wolfenbütteler SV für die eingleisige Landesliga Niedersachsen, aus der sie nach einer Saison absteigen mussten. Drei Jahre später folgte der Abstieg aus der Verbandsliga Ost, in die man 1969 zurückkehrten konnte. Im Jahre 1979 wurde die Landesliga verfehlt, woraufhin Hans-Jürgen Hellfritz das Traineramt übernahm. 1982 führte dieser die Eintracht in die Landesliga.
Die Lüneburger entwickelten sich daraufhin zur Fahrstuhlmannschaft zwischen Landes- und Bezirksliga. In der Saison 1994/95 erreichte die Mannschaft nochmals die Niedersachsenliga Ost, aus der sie als Vorletzter absteigen mussten. Ein Jahr später stieg die Eintracht auch aus der Landesliga ab. Seit dem Aufstieg im Jahre 2005 spielte die erste Mannschaft in der Landesliga Lüneburg. Nach zwei Abstiegen in Folge rutschte die Eintracht 2022 in die Kreisliga ab.
Mit Christine Lindemann brachte die Eintracht ferner eine deutsche Handball-Nationalspielerin hervor.